# 加拿大超級名模生死鬥
加拿大超級名模生死鬥 (Canada's Next Top Model ，簡稱CNTM) 是一個讓十名女性競逐成為加拿大超級名模新秀的加拿大真人實境秀。冠軍將得到Sutherland（页面存档备份，存于）模特兒公司的合約、價值十萬加元的寶潔公司合約及Fashion（页面存档备份，存于）雜誌內頁。  
這個節目每週三於Citytv播放，每週二在A-頻道重播。英國的Sky Living亦會於週三晚上八時轉播。
第一季由2006年5月31日至7月19日播放，主持為加拿大超級名模及演員翠西卡·海爾弗。 
第二季由2007年5月30日至7月18日播放，超級名模生死鬥的拍攝監督杰·曼紐爾取代因發展其演戲事業而辭職的翠西卡成為主持。

## 節目內容
加拿大超級名模生死鬥是美國真人實境秀全美超級模特兒新秀大賽的加拿大版本。每集比賽劃分為三部分：小挑戰、相片拍攝及評審。

### 小挑戰
小挑戰大多是關於模特兒的某些技能，像第一季的第一集，參賽者向杰·曼紐爾展示她們的天橋貓步。一名客席主持將決定誰勝出小挑戰，勝出的參賽者會得到獎品，如第一季的第一集，海特勝出了挑戰，她可以優先選擇宿舍的房間，而她選了安芝與她分享這個獎品。

### 評審
每一集的末段，各參賽者也會面對評判的批評。第一季的評判包括翠西卡·海爾弗、珍妮·貝可（Jeanne Beker）、保羅·賓諾爾（Paul Venoit）及史黛西·麥根斯（Stacey McKenzie）。而第二季的評判包括杰·曼紐爾、珍妮·貝可、雅士明·華拉森美（Yasmin Warsame）及保羅·阿歷山大（Paul Alexander）。諾爾·馬連（Nolé Marin）成了拍攝監督，史黛西則擔任模特兒指導。評判根據參賽者在小挑戰的成績、相片及整體表現來決定誰出局，然後參賽者將回到評審室，主持將依成績派發相片。最後兩名被稱為包尾二人，她們將接受主持的斥責。結果一人會留下，另一人出局。
然而於第二季，比賽首次出現非淘汰及雙淘汰。

## 季度摘要
| 歷季／主頁 | 首播日期      | 冠軍           | 亞軍          | 參賽者（按淘汰順序） | 參加人數 | 海外景點               |
| ---------- | ------------- | -------------- | ------------- | --- | -------- | ---------------------- |
| 第一季     | 2006年5月31日 | 安莉亞 Andrea  | 雅琳娜 Alanna | - 蘇菲 Sylvie - 丹兒 Dawn - 納塔莉 Natalie - 海瑟 Heather - 譚麗嘉 Tenika - 伊琳 Ylenia - 彭迪 Brandi - 思思 Sisi                             | 10       | 無                     |
| 第二季     | 2007年5月30日 | 莉碧嘉 Rebecca | 羨妮 Sinead   | - 美嘉 Mika - 積琪蓮 Jaqueline - 斯黛 Steff - 真娜 Gina - 慕 Mo - 歌慧 Cori - 狄雅 Tia - 塔拉 Tara                                            | 10       | 無                     |
| 第三季     | 2009年5月26日 | 美瑾 Meaghan   | 蘭茜 Linsay   | - 雅麗珊娜 Alexandra - 蒂芬妮 Tiffany - 吉兒 Jill - 雅邦妮 Eboni - 塔拉 Tara - 麗碧卡 Rebeccah - 希華 Heather - 瑪莉安 Maryam - 妮姬達 Nikita | 11       | 巴哈馬拿騷 及 美國紐約 |

## 比賽數據
- 參賽總人數：31

年齡（參賽時）
- 最年長冠軍：莉碧嘉（第二季），22歲
- 最年輕冠軍：安芝亞（第一季），19歲
- 冠軍的平均年齡：20.5 歲
- 總參賽者的平均年齡：第一季：21.7歲、第二季：20.4歲，第一至二季：21.05歲  第三季：20.3歲
- 最年長參賽者：美嘉（第二季），25歲
- 最年輕參賽者：歌慧（第二季）、羨妮（第二季）、美莉恩（第三季），三人均18歲

考驗及獎賞
- 勝出最多考驗的冠軍：安芝亞（第一季）、莉碧嘉（第二季），各1次
- 勝出最多考驗的參賽者：班迪（第一季），3次
- 連續勝出最多考驗的參賽者：班迪（第一季）、歌慧（第二季），各2次

評審及首名入圍
- 平均入圍成績最優秀的參賽者：莉碧嘉（第二季） － 2.38
- 首名入圍最多次數的參賽者：愛倫娜（第一季）、班迪（第一季）、羨妮（第二季），各3次
- 連續首名入圍最多次數的參賽者：愛倫娜（第一季）、班迪（第一季）、羨妮（第二季），各2次
- 首名入圍最多次數的冠軍：安芝亞（第一季）、莉碧嘉（第二季），各1次

包尾二人與淘汰
- 沒有試過進入包尾二人的冠軍：安芝亞（第一季）
- 沒有試過進入包尾二人完成整個比賽的參賽者：安芝亞（第一季）、羨妮（第二季）
- 進入包尾二人最多次數的最後二強參賽者：愛倫娜（第一季），包尾2次也沒有遭淘汰
- 進入包尾二人最多次數的參賽者：泰華（第二季），包尾4次才遭淘汰
- 連續進入包尾二人最多次數的參賽者：泰華（第二季），4次
- 首次雙淘汰：泰華（第二季）、提雅（第二季）
- 首次無淘汰：泰華（第二季）、提雅（第二季），進入包尾二人但沒有遭到淘汰